# Rachael Ancheril
Rachael Ancheril est une actrice canadienne née à Toronto en Ontario.

## Biographie
Rachael Ancheril est surtout connue pour son rôle de Marlo Cruz dans la série télévisée Rookie Blue.

## Filmographie
- 2005 : Tough Love : Trixxy
- 2005 : American Soldiers : une infirmière
- 2006 : Circuit 3: The Street Monk : Newscaster
- 2007 : The Last Liberal Cowboy in All of the U.S. of A. (court métrage) : Meryn
- 2008 : Cycle of Fear: There Is No End : Samantha
- 2008 : Team Epic : Glacier
- 2009 : Think As Thieves : l'employée de bureau
- 2009 : Connor Undercover (série télévisée) : Evil Agent
- 2009 : Urban Legends (série télévisée) : Carmen Estes
- 2009 : Team Epic (série télévisée) : Glacier
- 2009 : Domino Effect : Vanessa Dylan
- 2009 : Werewolves: The Dark Survivors (téléfilm) : la femme Alpha
- 2009 : How Deaf, How Blind (court métrage télévisé) : Mrs. Forbes
- 2010 : Too Low (court métrage) : Jennifer
- 2010 : Anchor Baby : ICE Agent Labinsky
- 2010 : Making Sense (court métrage) : Ray
- 2012 : Jessica King (série télévisée) : Charlene Francis
- 2012 : The Listener (série télévisée) : sergent Erin White
- 2013 : Tru Love : Claire
- 2013 : Played (série télévisée) : Terrii
- 2014 : Republic of Doyle (série télévisée) : Lisa Younghusband
- 2014 : Siren : Paramedic Mills
- 2013-2015 : Rookie Blue (série télévisée) : Marlo Cruz
- 2015 : Heroes Reborn (mini-série) : Fiona
- 2016 : Special Correspondents : la fille du bar
- 2016 : Wynonna Earp (série télévisée) : The Blacksmith
- 2019 : Star Trek: Discovery (série télévisée) : Commander Nhan